# Filippo Fiammenghi
Filippo Fiammenghi (17 giugno 1993) è un giocatore di football americano italiano che gioca come wide receiver per i Pirates Savona.
Ha iniziato a giocare a football americano nei Puma Milano, per poi passare nelle file dei Seamen, con i quali ha vinto 5 titoli nazionali, ha partecipato alla finale della IFAF Europe Champions League 2016, vincendo il titolo MVP Offense, e a quella della European Football League 2018 e ha giocato nella lega semiprofessionistica ELF.
Dal 2024 gioca per i Pirates Savona.

## Palmarès
- 5 Italian Bowl (Seamen Milano 2014,2015, 2017, 2018, 2019)